# L'Heureux Accident (film, 1911)
Pour les articles homonymes, voir L'Heureux Accident.
Pour plus de détails, voir Fiche technique et Distribution.
L'Heureux Accident (ou L'Accident) est un film muet français réalisé par Georges Denola, sorti en 1911.

## Fiche technique
- Titre : L'Heureux Accident
- Titre de travail : L'Accident
- Réalisation : Georges Denola
- Scénario : Georges Le Faure
- Photographie :
- Montage :
- Société de production : Société cinématographique des auteurs et gens de lettres (S.C.A.G.L)
- Société de distribution : Pathé frères
- Pays d'origine :  France
- Langue : français
- Métrage : 230 mètres
- Format : Noir et blanc — 35 mm — 1,33:1 — Muet
- Genre : Film dramatique
- Durée : 8 minutes
- Dates de sortie :
  -  France : 6 juin 1911

## Distribution
- Albert Dieudonné : le grand-père
- Georges Tréville : le père
- Catherine Fonteney : la mère
- Gabrielle Chalon :
- la petite Wilhem : la petite fille
- Faivre